# Cryphaeaceae
Die Cryphaeaceae, deutsch Verstecktfruchtmoose, sind eine Laubmoos-Familie der Ordnung Hypnales.

## Beschreibung
Die Arten wachsen meist epiphytisch oder selten auf Gestein. Die mittelgroßen Pflanzen mit kriechenden, aufrechten oder hängenden Stämmchen sind wenig bis regelmäßig fiedrig verzweigt, manchmal auch bäumchenförmig. Der Stämmchenquerschnitt hat keinen Zentralstrang. Die Blätter mit einfacher Rippe sind oval bis lanzettlich, die Blattspitze gerundet bis lang zugespitzt. Die Blattzellen sind kurz. Die Sporenkapseln mit sehr kurzer Seta sind typischerweise in die Perichaetialblätter eingesenkt. Der Kapseldeckel ist kegelförmig bis geschnäbelt, die kleine Kalyptra ist kegel- bis glockenförmig. Das äußere Peristom besteht aus 16 papillösen Zähnen, das innere Peristom ist oft reduziert oder selten fehlt es ganz.
Verbreitungsgebiete sind vor allem tropische, subtropische und gemäßigte Klimazonen.

## Systematik
Nach Frey, Fischer & Stech umfasst die Familie 12 Gattungen mit 75 Arten:
- Cryphaea mit 34 Arten
- Cryphaeophilum, nur 1 Art Cryphaeophilum molle in Südamerika
- Cryphidium, 1 Art Cryphidium leucocoleum in Argentinien
- Cyptodon, 4 Arten
- Cyptodontopsis, 1 Art Cyptodontopsis leveillei, Südostasien
- Dendroalsia, 1 Art Dendroalsia abietina
- Dendrocryphaea, 7 Arten
- Dendropogonella, 1 Art Dendropogonella rufescens
- Monocryphaea, 1 Art Monocryphaea ravenalii
- Pilotrichopsis, 3 Arten
- Schoenobryum, 16 Arten
- Sphaerotheciella, 5 Arten

In Deutschland, Österreich und der Schweiz ist nur eine Art Cryphaea heteromalla vertreten.